# 石橋凌
石橋 凌（いしばし りょう、1956年7月20日 - ）は、日本の音楽家、俳優。本名：石橋 秀樹（いしばし ひでき）。血液型はAB型。ENTER the DEE所属で、かつてはアパッチに所属していた。
アメリカの映画俳優組合（SAG）の会員で、アメリカではゴールデン・メディア・グループが代理人となっている。
福岡県久留米市出身。妻は女優の原田美枝子、長女は歌手の優河、次女は石橋静河。娘2人の上に一般人の息子がいる。

## 略歴
本項は人物、俳優活動、ソロ活動のみ記す。
男だけの5人兄弟の五男で、兄に影響されて中学の頃からジョン・レノンやビートルズ、ローリング・ストーンズ、ボブ・ディランを愛聴していた。中学1年生で父が肝臓癌で他界し、看護師であった母に女手一つで育てられた（母は102歳まで生きた）。高校2年生で音楽家志望を決意した。父の死について、ソロシングル「カクテル・トゥナイト」に収録された「12の頃」で歌われている。
福岡県立久留米高等学校を卒業後、地元のバンド、アップル・ツリーのボーカリストとしてセミプロ活動を行う。その折、KBCラジオ「歌え！若者」に出演した際に、ディレクターであった岸川均の目に留まり、彼の勧めで1977年、ボーカリストとしてARBのオーディションに参加、加入した。
デビュー時に所属したシンコーミュージックはアイドルグループとして売り出そうとし、ピンク・レディーの前座を務めたこともある。1978年10月にシングル「野良犬」でデビューするも、方向性の違いから1年足らずでシンコーミュージックから独立した。
独立したものの、レコードの売れ行きやコンサートの動員に悩んでいた20代半ばに、ドラマーの相原誠とともに赴いたスポーツクラブで、金子正次と松田優作に出会う。松田に自身の悩みを相談するなど交流したのち、松田が監督する映画『ア・ホーマンス』に誘われ出演する。それまで演劇経験がほとんどなかった石橋は、松田から厳しい指導を受け、キネマ旬報新人男優賞を受賞し、本格的に映画俳優を志す。大河ドラマ『武田信玄』、映画『ボクの女に手を出すな』『Aサインデイズ』などに出演した。
尊敬していた松田優作が病死したことを受け、1990年にARBを解散して音楽活動を封印、俳優業に専念した。
『クロッシング・ガード』（1995年）の演技がアメリカで認められた後、1997年にARBを再結成。第4期ARBとして1998年2月にシングル「TOKYO OUTSIDER」で復活。音楽活動と俳優業と両立していたが、2006年3月1日に石橋が脱退を表明。ARBは活動を再度休止した。
石橋自身「追う役より追われる役の方が多かった」と話すほど、かつてはヤクザ役が多かったが、現在は刑事や判事など多彩な役柄を演ずる俳優として知られる。1995年よりアメリカ映画俳優組合（SAG）の会員となる。
2006年6月1日に鈍牛倶楽部からスティングカンパニーへ移籍、2008年4月にエイベックスへ移籍。

## エピソード
- 高校卒業後、セミプロとして活動中は様々なアルバイトを転々としていて、ARB加入前はイタリアンレストランで働いていた。その当時は、コックになることに気持ちが傾いていて、オーディションの話をもらうまではイタリアに留学し、料理修行をする予定であった。それゆえピザは生地から作れるほどの腕前である。
- 岸川均によると、石橋のボーカリストしての才能は傑出しており、「強靭なバック演奏でも負けない存在感のある声質」「切れ味のあるのびる高音、色気のある中音、響きのある低音をもった素晴らしい才能」であり「バンドやアーティストには干渉しない」自身の主義を曲げても、世に出したいと思い、ARBへのオーディション参加を強く勧めたと言う。後年、石橋は岸川に対して「当時の自分の気持ちは料理に向かっていたので、岸川さんの電話がなかったら、そのまま料理人になっていて、今の自分はない」と感謝の気持ちを伝えており、岸川を大切な恩人の一人を語っている。
- 餡と蛇が苦手である。
- 再結成後、石橋がミュージシャンであることを知らなかったスタッフには、ARBが俳優のバンド活動だと勘違いされたこともある。
- ARBのライブではスタンドに設置したシンバルを高々と蹴り上げる。
- 2002年、46歳でシングル「カクテル・トゥナイト」でソロデビューした。ARBとは違い、バラード中心の曲目である。
- 1987年に原田美枝子と結婚した際、当時流行っていた派手婚を好まず、小規模の個性的な式を計画した。鳥取砂丘にカーペットを敷いて挙式を執り行い、結婚指輪の交換ではなく一対のダイヤのピアスを分けてそれぞれの左耳に装着した。式には両家の親族と親交のあった松田優作・松田美由紀夫妻が列席、鳥取県を拠点に活動していた写真家の植田正治が砂丘で微笑む二人の結婚写真を撮影した。
- 1988年のNHK大河ドラマ『武田信玄』では、主人公の信玄（演 - 中井貴一）と対立する織田信長を演じたが、その32年後である2020年の大河ドラマ『麒麟がくる』では、石橋が信玄を演じている。信玄役が決まった際、石橋は「なんの因果でしょうか!?」とコメントしている[3]。

## 出演

### テレビドラマ
- 大河ドラマ（NHK総合） 
  - 武田信玄（1988年） - 織田信長
  - 龍馬伝（2010年） - 朝比奈昌広
  - 麒麟がくる（2020年） - 武田信玄
- 松本清張作家活動40年記念・張込み（1991年、フジテレビ） - 石井久一
- あしたがあるから（1991年、TBS） - 反町健太
- 経理課峯松係長の犯罪（1992年、フジテレビ）- 船越幸次
- 新宿サラ金物語（1992年、フジテレビ）
- 松本清張スペシャル・疑惑（1992年、フジテレビ） - 秋谷茂一
- 教師夏休み物語（1992年、日本テレビ） - 主演・荒井周一
- 君が見えない（1994年、関西テレビ） - 樋口彰
- お金がない!（1994年、フジテレビ） - 氷室浩介
- 炎の消防隊（1996年、テレビ朝日） - 北崎雄太
- 松本清張スペシャル・中央流沙（1998年、日本テレビ） - 岡村局長
- 眠れる森（1998年、フジテレビ） - 恩田刑事
- 蘇える金狼（1999年、日本テレビ） - 甘木公次
- 隣人は秘かに笑う（1999年、日本テレビ） - 向井
- 衛星ドラマ劇場 ビタミンF（2002年、NHK BS2） - 雅夫
- サイコドクター（2002年、日本テレビ） - 北村耕平
- ビギナー （2003年、フジテレビ） - 野佐木恍也
- ブラックジャックによろしく　（2003年、TBS） - 藤井義也
- 囚人のジレンマ（2004年、TBS） - 東出裕文
- ハルとナツ 届かなかった手紙 （2005年、NHK総合） - 海野海軍中佐
- 女王蜂（2006年、フジテレビ） - 大道寺欣造
- 輪舞曲（2006年、TBS） - 伊崎吉彦
- DRAMA COMPLEX「恋人たちの記憶」（2006年7月25日、日本テレビ） - 香平
- 相棒 Season 6（2007年、テレビ朝日） - 三雲法男
- 探偵 左文字進11（2007年、TBS）
- ドラマW「蒼い瞳とニュアージュ」（2007年11月25日、WOWOW） - 須藤道久
- ギラギラ（2008年、テレビ朝日） - 葛城大成
- NHKスペシャル
  - 最後の戦犯（2008年11月29日、NHKBShi/12月7日、NHK総合） - 加藤大佐※2008年度芸術祭参加作品
  - 未解決事件 File.05『ロッキード事件』（2016年7月、NHK総合） - 田中角栄
- RESCUE〜特別高度救助隊　（2009年、TBS） - 芹沢忍
- 土曜ドラマ「外事警察」（2009年11月-12月、NHK総合） - 有賀正太郎
- パーフェクト・リポート 第1話（2010年10月17日、フジテレビ） - 宮島総理大臣
- 検事・鬼島平八郎（2010年10月 - 12月、朝日放送・テレビ朝日） - 敷島康広
- モリのアサガオ 新人刑務官と或る死刑囚「絆」の物語 第6話（2010年11月22日、テレビ東京） - 赤石英一郎
- 刑事・鳴沢了2〜偽りの聖母〜（2011年5月20日、フジテレビ） - 鳴沢宗治
- 運命の人（2012年1月 - 3月、TBS） - 安西傑
- ドラマスペシャル「刑事魂」（2012年3月31日、テレビ朝日） - 亀山秋二
- 結婚しない（2012年10月 - 12月、フジテレビ） - 樋口亨
- 連続ドラマW（WOWOW）
  - レディ・ジョーカー（2013年3月3日 - 4月14日） - 白井誠一
  - 株価暴落（2014年10月19日 - 11月16日） - 財前知春[4]
  - メガバンク最終決戦（2016年2月14日 - 3月20日） - 五条健司 [5]
- 七つの会議（2013年7月 - 8月、NHK総合） - 北川誠
- テレビ未来遺産"終戦"特別企画「報道ドラマ 生きろ 〜戦場に残した伝言〜」（2013年8月7日、TBS） - 大田実
- 特集ドラマ ナイフの行方（2014年12月22日・23日、NHK総合） - 堀田
- ゴーストライター（2015年1月 - 3月、フジテレビ） - 鳥飼正義
- 花咲舞が黙ってない 第2シリーズ（2015年7月 - 9月、日本テレビ） - 堂島正吾
- スモーキング（2018年4月 - 7月、テレビ東京） - 主演・左辺重蔵[6]
- Heaven? 〜ご苦楽レストラン〜 第2話（2019年7月16日、TBS） - 丘野耀司
- 心の傷を癒すということ（2020年1月 - 2月、NHK総合） - 安哲圭[7][8]
- ドクターホワイト 第4話 - 最終話（2022年2月7日 - 3月21日、カンテレ・フジテレビ） - 海江田国男
- やんごとなき一族（2022年4月21日 - 6月30日、フジテレビ） - 深山圭一 [9][10]
- 1回表のウラ (2023年3月4日 - 25日、テレビ西日本） - 関口幸太郎[11]
- モンスター 第5話・第6話（2024年11月11日・18日、関西テレビ・フジテレビ系） - サトウマサル [12]

### 映画
- 暴力戦士（1979年） - バンド 役 ※ARBのメンバー（当時）全員が出演
- ROCK is SEX さらば相棒（1982年） - ラチ
- ア・ホーマンス（1986年） - 山崎道夫  ※キネマ旬報新人男優賞、熊本映画祭新人男優賞受賞
- ボクの女に手を出すな（1986年） - 加島和也
- 優駿 ORACIÓN（1988年） - 多田時雄
- Aサインデイズ（1989年） - サチオ ※ヨコハマ映画祭主演男優賞受賞
- 月はどっちに出ている（1993年） - 姜忠男（WOWOWの短編のみ出演）
- ナチュラル・ウーマン（1994年） - 風に乗って来る男
- クロッシング・ガード（1995年・アメリカ） - ジェフリー 役 ※ハリウッドデビュー作（SCREEN ACTERS GUILDに加入）
- 新・悲しきヒットマン（1995年） - 橘孝
- 極道の妻たち 危険な賭け（1996年） - 神鳥亮平
- キッズ・リターン（1996年） - ヤクザの組長
- 迅雷 組長の身代金（1996年） - 稲垣
- チンピラ（1996年） - 大谷（社長）
- 無国籍の男 血の収穫（東京マフィア）（1997年） - 黒木慎矢
- 林檎のうさぎ（1997年） - お父さん
- 冷たい血（1997年） - 嵯峨荘介
- オーディション（2000年） - 青山重治
- 殺し/KOROSHI（2000年） - 浜崎祐司
- BROTHER（2001年・日米合作） - 石原
- 実録 夜桜銀次（2001年） - 石神司郎
- 実録 夜桜銀次2（2001年） - 石神司郎
- 自殺サークル（2002年） - 黒田敏春
- Dog Star（2002年） - ゴング
- AIKI（2002年） - 平石正嗣 ※報知映画賞助演男優賞、高崎映画祭最優秀助演男優賞受賞
- 姐御（2003年） - 田所五郎
- MOON CHILD（2003年） - ローリエ
- g@me.（2003年） - 葛城勝俊
- 最後の恋、初めての恋（2003年・日中合作） - 恩田聡
- THE SCOOP（ショートフィルム）（2004年）
- THE JUON－呪怨（2004年・日米合作） - 中川刑事
- WARU（2006年） - 桜木瓢吉
- 46億年の恋（2006年） - 新所長
- DREAM CRUISE（2007年） - エイジ（英治）
- 呪怨 パンデミック（THE JUON－呪怨2）（2007年）
- ローグアサシン（原題：War）（2007年） - シロー・ヤナガワ
- 犯人に告ぐ（2007年） - 曾根要介
- TRAPPED ASHES（2007年）
- 幸福（2007年） - 中年男
- 軍鶏（2008年） - 佐伯院長
- 世界で一番美しい夜 （2008年） - 仁瓶欽一
- さそり（2008年） - ジョンオー
- MW-ムウ-（2009年） - 沢木和之
- 陰獣（2009年） - モギリョウジ
- BOX 袴田事件 命とは（2010年） - 立松刑事
- ハラがコレなんで（2011年） - 児玉次郎
- 逆転裁判（2012年、東宝） - 狩魔豪
- 外事警察 その男に騙されるな（2012年） - 有賀正太郎
- トワイライト ささらさや（2014年、ワーナー・ブラザース映画） - ユウタロウの父
- 杉原千畝 スギハラチウネ（2015年、東宝） - 大橋忠一
- マスカレード・ホテル（2019年、東宝） - ホテル総支配人 藤木[13]
- DANCING MARY ダンシング・マリー（2021年）- ヤクザ幽霊
- 哀愁しんでれら（2021年） - 福浦正秋
- マスカレード・ナイト（2021年、東宝） - ホテル総支配人 藤木 役[14]
- 恋する寄生虫（2021年） - 瓜実裕一[15]
- 雪子 a.k.a.（2025年） - 吉村和彦[16][17]
- 劇場版 トリリオンゲーム（2025年） - ウルフ・リー[18]

### オリジナルビデオ
- 死神の使者（1991年）
- ヤクザVSマフィア（1993年・日米合作） - 澤本修爾
- 刺青 IREZUMI（1994年・アメリカ） - 樋口元治
- LEVEL（1994年） - 堂本英世
- LAマフィア戦争 大殺戮（1996年・日米合作）

### ウェブドラマ
- 三井不動産レジデンシャル製作WEBドラマ「タイムスリップ!堀部安兵衛」（2014年） - 部長 / 大石内蔵助
- 代償（2016年11月18日 - 12月23日、Hulu） - 白石慎次郎
- 全裸監督（2019年8月8日、Netflix） - 池沢
- モダンラブ・東京〜さまざまな愛の形〜 第3話「最悪のデートが最高になったわけ」（2022年10月21日、Amazon Prime Video） - 速水耕介

### ドキュメンタリー
- 世界初 タクラマカン砂漠 幻の大河漂流（2000年、テレビ東京）
- 日曜美術館「魂こがして 青木繁～海を越えた“海の幸”と石橋凌の対話～」（2017年7月23日、NHK Eテレ）

### CM
- キッコーマン トライアングル焼酎（1990年 - 1995年）
- 日産・テラノ レグラス（1996年）
- サントリー リザーブウィスキー（CF）（1998年）
- ナイキジャパン オリンピック2000（2000年）
- 日産・デュアリス（2007年） - ナレーター
- ロト7「続・話は変わる」篇（2013年）
- 三井のリハウス「妻とボク」篇（2019年）[19]

### ラジオ
- 北方謙三 水滸伝（2011年 - 、KBCラジオ他）

## 音楽

### シングル
- カクテル・トゥナイト（2002年）

1. カクテル・トゥナイト
2. 乾いた花（ARB/Self Cover)
3. 12の頃

- 忘れてはイケナイ物語り（2002年）

1. 最後のことば
2. HEY!WAR（ARB）
3. ボート・ピープル（LIVE/ARB Self Cover)
4. IMAGINE（ジョン・レノン/Cover）

### ソロアルバム
- 表現者（2011年）

1. 喝!（ARB）
2. 乾いた花（ARB）
3. 我がプレッジ
4. 最果て
5. TOKYO SHUFFLE
6. 待合室にて
7. 淋しい街から （ARB）
8. 形見のフォト
9. Dear my soulmate
10. 縁のブルース
11. AFTER '45（ARB）
12. 魂こがして（ARB）
13. AFTER '45 （ARB）（with 福山雅治）＊ボーナス・シングルに収録
14. 最果て（Piano version）＊自伝本に収録

- Neo Retro Music（2015年）

1. ヨロコビノウタを!
2. Rock'n Rose
3. 駄馬のいななき
4. After '45（英語バージョン）
5. Route 66
6. God My Mojo Walking

- May Burn!（2017年）

1. サヨナラ!バディ
2. パライソ
3. 抵抗の詩
4. 天のエール
5. エンドレス・ロード
6. 神風ダイアリー
7. Hey!Voter!
8. SOUL DOCTOR
9. ピカドンの詩
10. SUNNY BRAIN
11. 名も無きDJブルース
12. 挽回ヴィクトリー

## 書籍
- 渾身／石橋凌（生江有二著・シンコーミュージック刊）（1989年）
- 表現者（山口猛・三嶽貴彦キネマ旬報社刊）（1999年）
- 自伝本　表現者〜我語る　魂こがして〜　カンゼン刊　（2011年）